# Campionato del mondo di scacchi
Il campionato del mondo di scacchi è una competizione scacchistica che determina il detentore del titolo di campione del mondo di scacchi.
Generalmente il titolo viene aggiudicato da un incontro tra il campione in carica e uno sfidante, il quale viene selezionato secondo criteri che sono cambiati nel corso del tempo.
Il primo campionato del mondo è generalmente considerato l'incontro del 1886 tra Johannes Zukertort e Wilhelm Steinitz, vinto da quest'ultimo; da allora, fino al 1946, il campionato fu organizzato su base privata, con il campione che poteva o meno accettare sfide che gli venivano proposte, senza che fossero previste qualificazioni.
L'arbitrarietà nell'organizzazione del campionato sparì dopo la seconda guerra mondiale quando, morto Alechin ancora regnante, la FIDE (Fédération Internationale des Échecs, massima istituzione di questo sport) istituì un sistema nel quale il campione del mondo in carica era sfidato da un giocatore scelto attraverso un sistema di qualificazione.

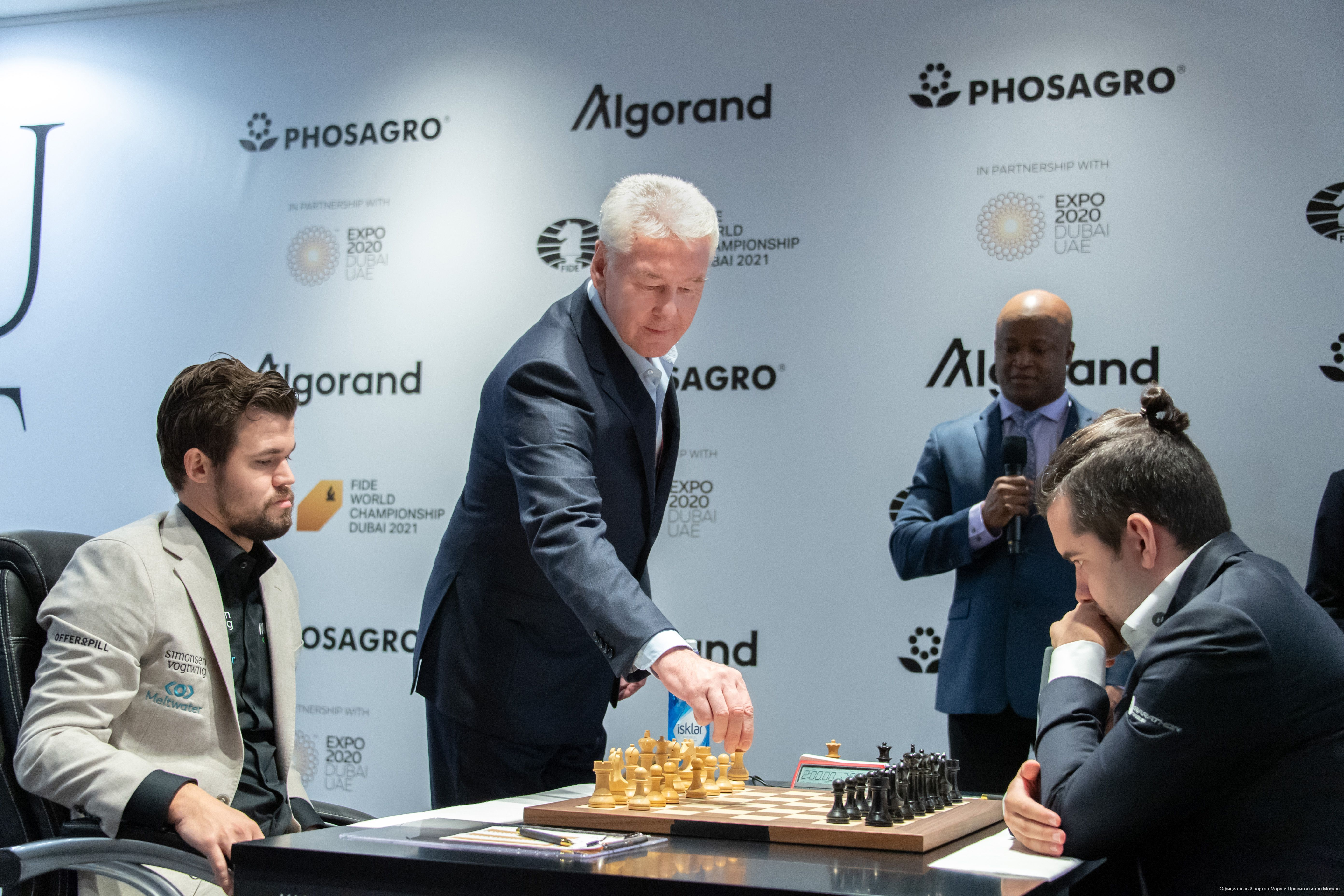
Magnus Carlsen e Jan Nepomnjaščij in una partita del match mondiale del 2021.

Questa organizzazione è durata fino al 1993, quando Garri Kasparov, allora regnante, e il suo sfidante Nigel Short si smarcarono dall'egida della FIDE, operando così una scissione protrattasi fino al 2006, quando si è svolto il match di riunificazione tra Vladimir Kramnik (che aveva sconfitto Kasparov nel 2000, conquistando così il "suo" titolo) e Veselin Topalov, campione della FIDE.
Dal primo match ufficiale della storia i campioni del mondo più longevi sono stati: Emanuel Lasker, il cui regno durò ben 27 anni consecutivi; Aleksandr Alechin, che restò campione del mondo per un totale di 17 anni, lasciando il titolo per soli due anni; Mikhail Botvinnik, che riconquistò più volte il titolo dopo averlo perso, per un totale di 13 anni; Anatolij Karpov, che è stato campione del mondo del titolo per dieci anni consecutivi dal 1975 al 1985, eguagliato da Magnus Carlsen, che è restato campione del mondo per 10 anni consecutivi del titolo riunificato, prima di rinunciarvi nel 2023. Lasker è stato anche il campione del mondo ad aver vinto più volte il titolo, essendoci riuscito 6 volte, seguito da Carlsen, 5 volte consecutive, e Botvinnik, 5 volte in totale.
L'ultimo campione del mondo è l'indiano Gukesh, che si è laureato tale nell'incontro di Singapore 2024.
Il campionato è aperto sia agli uomini che alle donne; a queste ultime è inoltre riservato il campionato del mondo femminile. Vi sono inoltre diverse categorie di campionati: giovanili (per i giocatori fino a 18 e 20 anni), i seniores (riservato ai giocatori al di sopra dei 50 o dei 65 anni), rapid (con un tempo di gioco tra i 10 e i 60 minuti a giocatore) e blitz (con un tempo inferiore ai 10 minuti a giocatore).

## Trofeo
Dal secondo dopoguerra con i primi campioni sovietici, oltre a una coppa e una medaglia (tutte diverse in base all'organizzatore) al campione del mondo viene consegnata una corona trionfale da indossare sulle spalle nella cerimonia di chiusura del mondiale.

## Storia

### Campioni del mondo non ufficiali
Già dal XVI secolo alcuni giocatori erano considerati i più forti della loro epoca in determinati anni e sono considerati campioni del mondo non ufficiali:
- Ruy López de Segura, 1560-1575, Spagna
- Giovanni Leonardo Di Bona, 1575-1595, Napoli
- Paolo Boi, 1595-1598, Sicilia
- Alessandro Salvio, 1598-1620, Napoli
- Gioachino Greco, 1620-1634, Napoli
- Legall de Kermeur, 1730-1747, Francia
- François-André Danican Philidor, 1747-1795, Francia
- Jacob Sarratt, 1805-1815, Regno Unito
- Alexandre Deschapelles, 1815-1821, Francia
- Louis-Charles de la Bourdonnais, 1821-1840, Francia
- Pierre Charles Fournier de Saint-Amant, 1842-1843, Francia
- Howard Staunton, 1843-1851, Regno Unito
- Adolf Anderssen, 1851-1858, Prussia
- Paul Morphy, 1858-1862, Stati Uniti d'America
- Adolf Anderssen, 1862-1866, Prussia
- Wilhelm Steinitz, 1866-1883, Impero austriaco
- Johannes Zukertort, 1883-1886, Polonia

Il titolo di "campione del mondo" venne tuttavia utilizzato per la prima volta a partire dal 1859, cioè dal momento del rientro in America di Paul Morphy, dopo che aveva sconfitto tutti i migliori giocatori del mondo durante il suo tour in Europa. In seguito al ritiro di Morphy tale titolo ufficioso fu attribuito a Wilhelm Steinitz.

### Campionato del mondo ufficiale

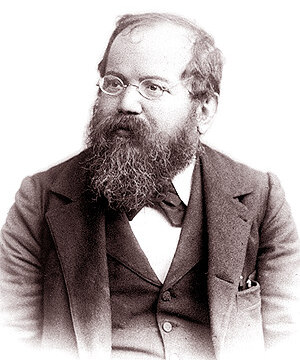
Steinitz fu il primo a dichiararsi ufficialmente "Campione del mondo".

Il primo giocatore a fregiarsi del titolo di campione del mondo fu Wilhelm Steinitz, che si proclamò tale dopo un match contro Johannes Zukertort nel 1886. Alcuni (ad esempio Emanuel Lasker e Reuben Fine) citano invece come data d'inizio il 1866, anno in cui Steinitz sconfisse Adolf Anderssen; la maggior parte dei commentatori divide invece il suo regno in due parti, una "ufficiosa" e una "ufficiale", separate dal match del 1886.
Steinitz difese con successo il titolo tre volte, prima di perderlo contro Emanuel Lasker nel 1894. Dopo aver concesso la rivincita a Steinitz tre anni dopo, Lasker quasi si ritirò dalle competizioni, e per dieci anni non accettò di mettere in palio il suo titolo. Tra il 1907 e il 1910, invece, ci furono ben quattro campionati del mondo, in tre dei quali Lasker vinse facilmente, mentre nel febbraio 1910 fu sul punto di perderlo a favore di Carl Schlechter.
In seguito cominciarono delle trattative per organizzare un match contro José Raúl Capablanca, uno dei più forti giocatori del tempo. I negoziati si arenarono però a causa delle richieste di Lasker, le cui condizioni comprendevano la necessità che lo sfidante dovesse prevalere di due punti per ottenere il titolo. Nel 1920 il campione decise di abdicare a favore di Capablanca, ma questo gesto non venne riconosciuto valido da alcuni commentatori; Capablanca organizzò comunque un match, che si svolse nel 1921, durante il quale Lasker abbandonò, citando problemi di salute.
A seguito di queste controversie, Capablanca stabilì le cosiddette regole di Londra, con le quali propose un codice per regolamentare le sfide del campionato mondiale: l'incontro per il titolo sarebbe stato vinto da colui che per primo avesse raggiunto sei vittorie, senza contare le patte; le partite sarebbero durate due ore e mezza per quaranta mosse, per un totale di cinque ore di partita al giorno, oltre il quale la partita sarebbe stata aggiornata al giorno successivo; lo sfidante avrebbe dovuto garantire almeno 10 000 dollari statunitensi, dei quali il 68% sarebbero andati al vincitore e il 32% allo sconfitto; il campione avrebbe avuto il diritto di accettare la sfida, la quale sarebbe dovuta essere lanciata da un maestro universalmente riconosciuto.
L'unico match a sottostare a queste condizioni fu la sfida del 1927 tra Capablanca ed Aleksandr Alechin, nel quale lo sfidante batté inaspettatamente il cubano nel più lungo campionato mondiale disputato fino ad allora (34 partite). Alechin non concesse tuttavia il match di ritorno a Capablanca, preferendo affrontare avversari più morbidi come Efim Bogoljubov (nel 1929 e 1934) e Max Euwe, che tuttavia lo batté inaspettatamente nel 1935. Il regno di Euwe durò tuttavia solo due anni, in quanto fu battuto dallo stesso Alechin nel 1937. La seconda guerra mondiale impedì l'organizzazione di ulteriori match, tanto che quando Alechin morì, nel 1946, era ancora campione.

### Dopo la seconda guerra mondiale

#### L'era del patriarca

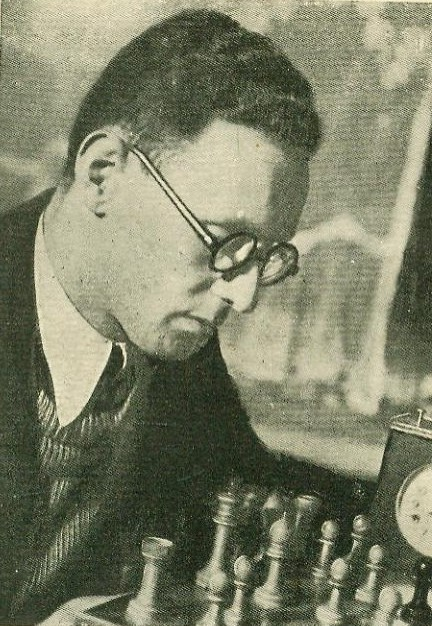
Mikhail Botvinnik fu il primo campione del mondo del secondo dopoguerra.

Nel dopoguerra, a seguito della morte di Alechin, l'organizzazione del campionato fu presa in mano dalla FIDE, che organizzò nel 1948 un torneo tra i più forti giocatori del mondo, usando come base il torneo AVRO del 1938. Il torneo, organizzato come un quintuplo girone all'italiana, venne vinto da Michail Botvinnik, che divenne così campione del mondo. Al torneo, oltre al vincitore, parteciparono Keres, Euwe, Reshevsky e Smyslov.
La FIDE organizzò quindi un ciclo triennale per il campionato del mondo, organizzato in quattro fasi distinte: i tornei zonali (cioè ristretti ad una zona organizzativa della FIDE) che qualificavano per gli interzonali, dove una ventina di giocatori concorrevano (anche qui tramite girone all'italiana) per dei posti nel torneo dei candidati (cui erano qualificati di diritto anche i primi due classificati al torneo dei candidati precedente), il cui vincitore aveva il diritto di sfidare il campione del mondo in carica in una sfida al meglio delle 24 partite. In caso di parità, il campione conservava il titolo, mentre in caso di sconfitta, questi aveva diritto a rigiocare per il titolo l'anno seguente.
Botvinnik mantenne il titolo nel 1951 contro David Bronštejn e nel 1954 contro Vasilij Smyslov; tuttavia in entrambi i casi le sfide terminarono in parità e Botvinnik conservò la corona essendo il campione in carica. Nel 1957 ad affrontare il campione si ripresentò Smyslov, che in questa occasione riuscì a prevalere. Tuttavia il suo regno fu di breve durata perché già l'anno seguente, nel match di rivincita, Botvinnik si riprese il titolo. Il campione russo perse di nuovo il titolo nel 1960 a favore di Michail Tal', lo riconquistò l'anno seguente e infine lo perse definitivamente contro Tigran Petrosjan nel 1963, campionato a partire dal quale fu eliminata la clausola che permetteva al campione di rigiocare per il titolo.

#### Lasfida del secoloe il dissidente Korčnoj
A partire dal ciclo per il mondiale del 1966, la FIDE modificò l'impianto delle qualificazioni, abolendo il formato a girone del torneo dei candidati e sostituendolo, su proposta di Robert Fischer, con una serie di match ad eliminazione diretta. Il mondiale del 1966 e quello del 1969 furono entrambi contesi tra Petrosjan e Boris Spasskij, che riuscì a strappare il titolo in questa seconda occasione.
Il match del 1972 ebbe alcuni risvolti geopolitici, dovuti al fatto che lo sfidante dei sovietico Spasskij, fosse lo statunitense Fischer, che divenne il primo giocatore non sovietico del dopoguerra a partecipare alla finale del campionato mondiale. L'organizzazione del match tra lui e Spasskij fu molto tribolata, ma lo statunitense ottenne che si disputasse a Reykjavík, in Islanda. Entrambi i contendenti ebbero delle pressioni dai loro rispettivi governi e l'eco mediatica fu tale che l'incontro fu ribattezzato come la sfida del secolo. Nonostante due sconfitte nelle prime due partite, fu proprio Fischer ad avere la meglio, diventando il primo e unico campione del mondo non sovietico del secondo dopoguerra fino alla dissoluzione dell'URSS.
Tre anni dopo, tuttavia, i contrasti tra Fischer e la federazione si acuirono. Il campione propose diverse modifiche al regolamento, tra cui l'abbandono del formato al meglio delle 24 partite in favore di un match in cui il vincitore sarebbe stato il primo giocatore a vincere 10 partite con la clausola che in caso di 9-9 il campione in carica avrebbe mantenuto il titolo. La FIDE accolse la richiesta del match illimitato (seppur fissando a 6 il numero di vittorie necessarie) ma rifiutò la clausola del 9-9, che avrebbe garantito un grande vantaggio al campione in carica (lo sfidante avrebbe avuto infatti bisogno di vincere 10-8 per conquistare il titolo). Fischer rifiutò le condizioni proposte, e il mondiale 1975 fu assegnato d'ufficio ad Anatolij Karpov, che aveva conquistato nel frattempo il diritto a sfidare Fischer.
Karpov difese due volte il titolo contro Viktor Korčnoj, un giocatore sovietico dissidente; in particolare il secondo match (nel 1981) fu influenzato dalla situazione della sua famiglia, ancora in Unione Sovietica: infatti il figlio era stato appena richiamato per il servizio militare. Il match durò solo 18 partite, e terminò con un risultato di 6 vittorie a 2.

#### La rivalità Karpov-Kasparov

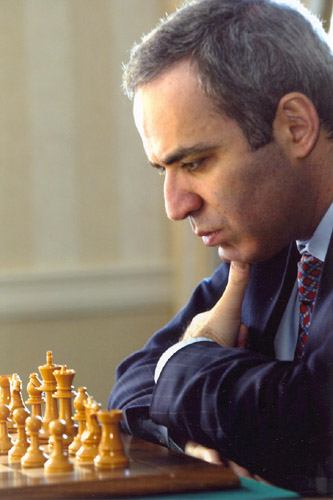
Il campione russo Garri Kimovič Kasparov

Nel 1984, il campionato mondiale tra Karpov e il giovane sfidante Garri Kasparov durò ben cinque mesi, con 48 partite giocate, senza che si pervenisse alla conclusione: dopo alcune sconfitte di Kasparov, infatti, il match si arenò in una lunga sequenza di patte (tra la nona e la 46° partita il risultato passò da 4-0 per Karpov a 5-1), dopo le quali Kasparov vinse due partite consecutive, portando il risultato sul 5-3. Il presidente della FIDE Florencio Campomanes interruppe allora l'incontro, motivando la sua decisione con le cattive condizioni di salute dei due giocatori (in particolare Karpov aveva perso più di 10 kg), pur senza il loro consenso. Il mondiale fu quindi rigiocato nel 1985, ritornando al formato delle 24 partite, e fu vinto da Kasparov; un altro match fu giocato nel 1986, come previsto dagli accordi firmati prima del mondiale del 1985, per compensare Karpov della perdita del vantaggio in cui si trovava nel 1984.
Kasparov conservò il titolo nel 1986; i due giocatori si sfidarono ancora due volte per il titolo mondiale, nel 1987 e nel 1990, ma Karpov non riuscì ad andare più in là del pareggio (12-12), ottenuto nel 1987, permettendo a Kasparov di conservare il titolo.

### La secessione di Kasparov e Short e la nascita della PCA
Nel 1993, Garri Kasparov e Nigel Short, in seguito a dei contrasti con la FIDE nell'organizzazione del mondiale, decisero di creare un'associazione di giocatori di scacchi professionisti (la Professional Chess Association, o PCA), e di giocare il loro match al di fuori della giurisdizione della FIDE. Questa reagì annunciando che il campionato mondiale avrebbe visto sfidarsi Anatolij Karpov e Jan Timman, eliminati negli ultimi stadi della qualificazione: entrambi i match si svolsero con le vittorie di Kasparov e Karpov, sancendo di fatto l'esistenza di due campionati del mondo e di due campioni.
Tra il 1994 e il 1996, sia la FIDE che la PCA tennero un ciclo di qualificazioni per il campionato del mondo, anche se molti giocatori parteciparono ad entrambi i tornei: il mondiale PCA fu giocato a New York nel 1995 tra Kasparov e Viswanathan Anand, e fu vinto dal primo, mentre quello della FIDE culminò, nel 1996, con un torneo ad eliminazione diretta tra 13 giocatori, inaugurando un nuovo formato in cui il campione in carica riceveva sempre meno privilegi e in cui tra due giocatori venivano giocati pochi incontri a tempo di riflessione "classico", e l'eventuale parità era superata con spareggi a gioco rapido e perfino con partite lampo. Con questo formato Karpov confermò il proprio titolo sconfiggendo Gata Kamskij in finale.
Le nuove regole introdotte nel 1996 divennero costanti in tutti i campionati giocati tra il 1998 e il 2004 ma divenne presto oggetto di critiche. Infatti questo sistema produsse una serie di campioni che vinsero un solo campionato senza riuscire a difendere il proprio titolo, per poi scomparire dal mondo scacchistico di massimo livello (con la sola eccezione di Anand). Giocatori come Chalifman, Ponomarëv e Qosimjonov, sebbene possano fregiarsi a tutti gli effetti del titolo di ex-campione del mondo, hanno influito sul mondo scacchistico in maniera minore rispetto ai loro predecessori.
Nel frattempo la PCA era fallita nel 1996, lasciando Kasparov senza sponsor. Infine nel 2000, grazie a Braingames, fu giocato un match tra lo stesso Kasparov e Vladimir Kramnik, che terminò con la vittoria di quest'ultimo. Negli anni successivi vi furono alcuni tentativi di riunificare il titolo, ma per diversi motivi, tra cui la mancanza di sponsor, questi non andarono a buon fine: Kramnik difese nel 2004 il suo titolo PCA contro Péter Lékó, mentre nel 2005 Veselin Topalov vinse un torneo ad otto giocatori a San Luis, in Argentina, diventando il nuovo campione FIDE.

### La riunificazione
Il 13 ottobre 2006 a Ėlista in Calmucchia il titolo viene riunificato con la vittoria di Vladimir Kramnik su Veselin Topalov in un match della durata di 12 partite a cadenza classica e quattro di spareggio. Pertanto dopo 13 anni il mondo degli scacchi ebbe di nuovo un solo re indiscusso.

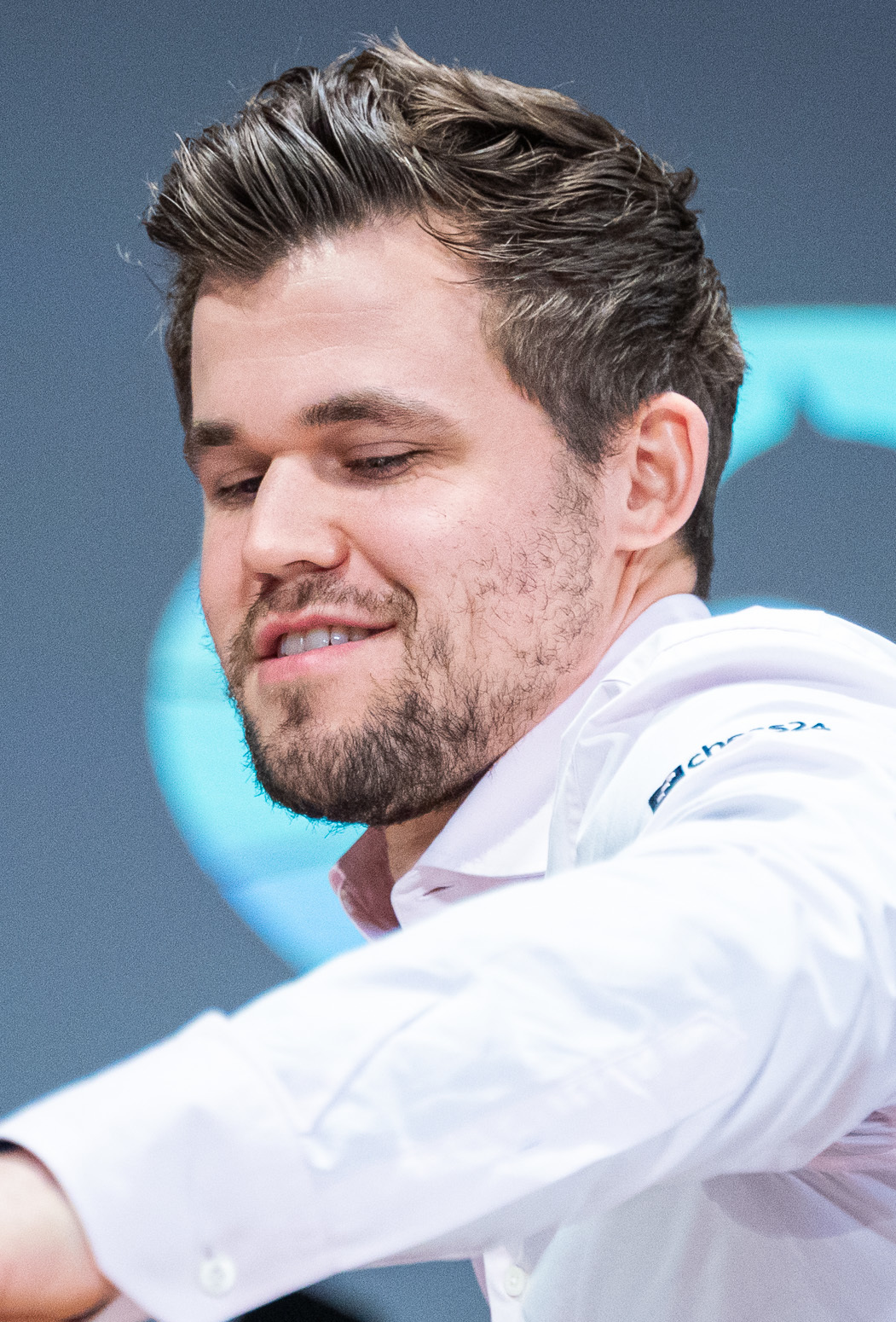
Il norvegese Magnus Carlsen, campione del mondo dal 2013 al 2023.

Kramnik però non riuscì a riconfermarsi l'anno seguente poiché, come da contratto stipulato prima del match con Topalov, dovette mettere in palio il titolo in un torneo a otto partecipanti in cui arrivò secondo alle spalle di Viswanathan Anand, che già in precedenza aveva vinto un campionato mondiale FIDE. Nel 2008 Kramnik ebbe l'opportunità di riottenere la corona ma Anand riuscì a confermarsi campione vincendo la sfida per 6,5 a 4,5. Due anni dopo a sfidare il giocatore indiano fu la volta di Topalov, il quale venne sconfitto per un solo punto in una avvincente sfida decisa all'ultima partita vinta da Anand con il nero. Nel 2012 toccò a Boris Gelfand contendere all'indiano il trono di campione del mondo. Il match si chiuse in parità, ma Anand mantenne il titolo vincendo il match di spareggio a cadenza rapida per 2,5 a 1,5.

Nel 2013, Anand dovette cedere il titolo al ventitreenne norvegese Magnus Carlsen. Il nuovo campione riuscì ad imporsi in casa del campione indiano, a Chennai, ottenendo durante l'incontro tre vittorie e nessuna sconfitta. L'anno seguente Anand riuscì a giocare un match di rivincita contro Carlsen, vincendo torneo dei candidati, venendo nuovamente sconfitto. Nel 2016 fu il russo Sergej Karjakin a sfidare Carlsen. Karjakin, dopo essere riuscito a portarsi in vantaggio nel match, portò il norvegese agli spareggi, non riuscendo a strappargli il titolo. Sorte simile toccò all'italo-americano Fabiano Caruana, che nel 2018, da numero due del ranking mondiale, costrinse Carlsen a dodici patte nelle partite a cadenza classica. Non riuscendo, tuttavia, a battere il campione del mondo agli spareggi rapidi. 

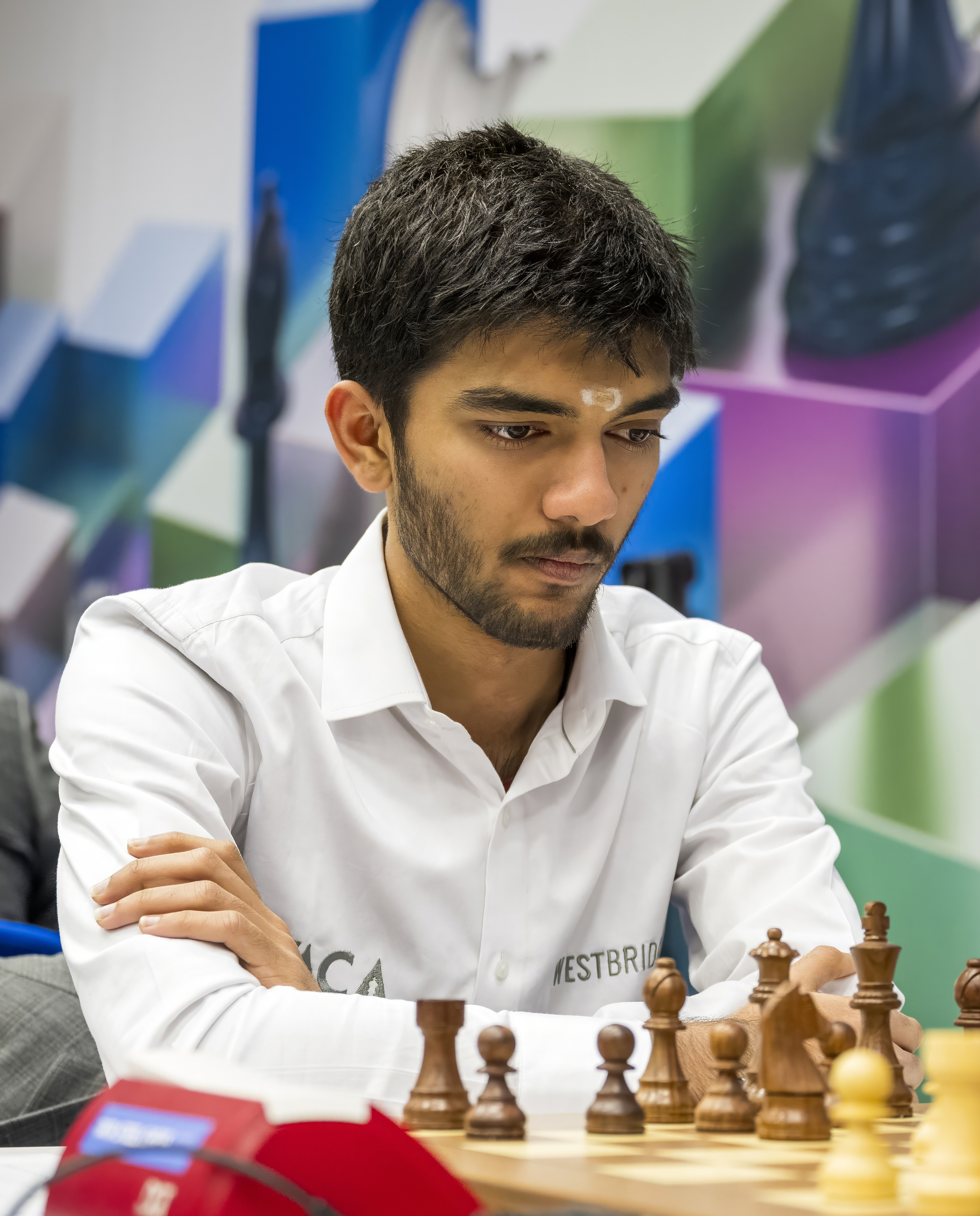
Gukesh, campione del mondo dal 2024.

Più agevole fu la difesa del titolo nel 2021 con il russo Jan Nepomnjaščij, contro il quale Carlsen vinse 7,5 a 3,5. Fu l'ultima sfida per il titolo giocata da Carlsen, che annunciò il ritiro dal ciclo mondiale.
A settantacinque anni di distanza dal torneo del 1948 che assegnò il titolo a Botvinnik, nel 2023 il match per il campionato del mondo fu disputato nuovamente senza la presenza di un campione a difendere il proprio titolo. Furono selezionati per il titolo mondiale i primi due classificati del torneo dei candidati 2022, ovvero Jan Nepomnjaščij e Ding Liren, i quali si trovarono in situazione di parità dopo quattordici partite. Gli spareggi rapidi premiarono il grande maestro Ding Liren, primo giocatore cinese a potersi fregiare del titolo. Dopo appena un anno il giovane grande maestro indiano Gukesh, riuscì a strappare il titolo al campione cinese, vincendo l'ultima di quattordici partite, quando il match era ormai considerato prossimo agli spareggi rapidi. Conquistando l'alloro mondiale Gukesh migliorò il record di precocità di Garri Kasparov, laureandosi campione del mondo (riunificato) a soli 18 anni, 6 mesi e 14 giorni.

## Campioni del mondo di scacchi

### Campioni del mondo assoluti
| #                                                       | Nome                 | Dal  | Al   | Nazionalità              |
| ------------------------------------------------------- | -------------------- | ---- | ---- | ------------------------ |
| 1                                                       | Wilhelm Steinitz     | 1886 | 1894 | Austria Stati Uniti      |
| 2                                                       | Emanuel Lasker       | 1894 | 1921 | Germania                 |
| 3                                                       | José Raúl Capablanca | 1921 | 1927 | Cuba                     |
| 4                                                       | Aleksandr Alechin    | 1927 | 1935 | Unione Sovietica Francia |
| 5                                                       | Max Euwe             | 1935 | 1937 | Paesi Bassi              |
| (4)                                                     | Aleksandr Alechin    | 1937 | 1946 | Unione Sovietica Francia |
| Titolo vacante dal 1946 al 1948 per la morte di Alechin |                      |      |      |                          |
| 6                                                       | Michail Botvinnik    | 1948 | 1957 | Unione Sovietica         |
| 7                                                       | Vasilij Smyslov      | 1957 | 1958 | Unione Sovietica         |
| (6)                                                     | Michail Botvinnik    | 1958 | 1960 | Unione Sovietica         |
| 8                                                       | Michail Tal'         | 1960 | 1961 | Unione Sovietica         |
| (6)                                                     | Michail Botvinnik    | 1961 | 1963 | Unione Sovietica         |
| 9                                                       | Tigran Petrosjan     | 1963 | 1969 | Unione Sovietica         |
| 10                                                      | Boris Spasskij       | 1969 | 1972 | Unione Sovietica         |
| 11                                                      | Bobby Fischer        | 1972 | 1975 | Stati Uniti              |
| 12                                                      | Anatolij Karpov      | 1975 | 1985 | Unione Sovietica         |
| 13                                                      | Garri Kasparov       | 1985 | 1993 | Unione Sovietica Russia  |

### Dopo la scissione del 1993

#### Campioni del mondo FIDE
| Nome                | Dal  | Al   | Nazionalità |
| ------------------- | ---- | ---- | ----------- |
| Anatolij Karpov     | 1993 | 1999 | Russia      |
| Aleksandr Chalifman | 1999 | 2000 | Russia      |
| Anand               | 2000 | 2002 | India       |
| Ruslan Ponomarёv    | 2002 | 2004 | Ucraina     |
| Rustam Qosimjonov   | 2004 | 2005 | Uzbekistan  |
| Veselin Topalov     | 2005 | 2006 | Bulgaria    |

#### Campioni del mondo PCA
| Nome             | Dal  | Al   | Nazionalità |
| ---------------- | ---- | ---- | ----------- |
| Garri Kasparov   | 1993 | 2000 | Russia      |
| Vladimir Kramnik | 2000 | 2006 | Russia      |

### Titolo riunificato
| #  | Nome             | Dal  | Al   | Nazionalità |
| -- | ---------------- | ---- | ---- | ----------- |
| 14 | Vladimir Kramnik | 2006 | 2007 | Russia      |
| 15 | Anand            | 2007 | 2013 | India       |
| 16 | Magnus Carlsen   | 2013 | 2023 | Norvegia    |
| 17 | Ding Liren       | 2023 | 2024 | Cina        |
| 18 | Gukesh           | 2024 |      | India       |

## Edizioni

### Campionati assoluti
| Anno          | Luogo | Campione in carica | Sfidante | Vincitore | Punteggio (Vittorie-Patte-Sconfitte) | Condizioni                                                                              |
| ------------- | --- | --- | --- | --- | ------------------------------------ | --------------------------------------------------------------------------------------- |
| 1886 Dettagli | New York Saint Louis New Orleans                                                                                                  | Wilhelm Steinitz | Johannes Zuckertort | Wilhelm Steinitz | 10-5-5                               | Vince il primo a raggiungere 10 vittorie                                                |
| 1889 Dettagli | L'Avana | Wilhelm Steinitz | Michail Čigorin | Wilhelm Steinitz | 10-1-6                               | Al meglio delle 20 partite                                                              |
| 1891 Dettagli | New York | Wilhelm Steinitz | Isidor Gunsberg | Wilhelm Steinitz | 6-9-4                                | Al meglio delle 20 partite                                                              |
| 1892 Dettagli | L'Avana | Wilhelm Steinitz | Michail Čigorin | Wilhelm Steinitz | 10-5-8                               | Non chiare                                                                              |
| 1894 Dettagli | New York Filadelfia Montréal | Wilhelm Steinitz | Emanuel Lasker | Emanuel Lasker | 10-4-5                               | Vince il primo a raggiungere 10 vittorie                                                |
| 1897 Dettagli | Mosca | Emanuel Lasker | Wilhelm Steinitz | Emanuel Lasker | 10-5-2                               | Vince il primo a raggiungere 10 vittorie                                                |
| 1907 Dettagli | USA (6 città) | Emanuel Lasker | Frank Marshall | Emanuel Lasker | 8-7-0                                | Vince il primo a raggiungere 8 vittorie                                                 |
| 1908 Dettagli | Düsseldorf Monaco di Baviera | Emanuel Lasker | Siegbert Tarrasch | Emanuel Lasker | 8-5-3                                | Vince il primo a raggiungere 8 vittorie                                                 |
| 1910 Dettagli | Vienna Berlino | Emanuel Lasker | Carl Schlechter | Parità Emanuel Lasker conservò il titolo                                                                                              | 1-8-1                                | Al meglio delle 10 partite, obbligo per lo sfidante di vincere di due punti             |
| 1910 Dettagli | Berlino | Emanuel Lasker | David Janowski | Emanuel Lasker | 8-3-0                                | Vince il primo a raggiungere 8 vittorie                                                 |
| 1921 Dettagli | L'Avana | Emanuel Lasker | José Raúl Capablanca | José Raúl Capablanca | 4-10-0                               | Al meglio delle 24 partite, vince il primo a raggiungere 8 vittorie o 12,5 punti totali |
| 1927 Dettagli | Buenos Aires | José Raúl Capablanca | Aleksandr Alechin | Aleksandr Alechin | 6-25-3                               | Vince il primo a raggiungere 6 vittorie                                                 |
| 1929 Dettagli | Wiesbaden Heidelberg Berlino L'Aia                                                                                                | Aleksandr Alechin | Efim Bogoljubov | Aleksandr Alechin | 11-9-5                               | Vince il primo a raggiungere 6 vittorie e 15 punti totali                               |
| 1934 Dettagli | Germania (10 città) | Aleksandr Alechin | Efim Bogoljubov | Aleksandr Alechin | 8-15-3                               | Vince il primo a raggiungere 6 vittorie e 15 punti totali                               |
| 1935 Dettagli | Paesi Bassi (13 città) | Aleksandr Alechin | Max Euwe | Max Euwe | 9-13-8                               | Vince il primo a raggiungere 6 vittorie e 15 punti totali                               |
| 1937 Dettagli | Paesi Bassi (7 città) | Max Euwe | Aleksandr Alechin | Aleksandr Alechin | 10-11-4                              | Vince il primo a raggiungere 6 vittorie e 15 punti totali                               |
| 1948 Dettagli | L'Aia e [[File: Flag of the Soviet Union (1936 – 1955).svg\|class=noviewer\| Unione Sovietica (bandiera)\|border\|20x16px]] Mosca | Torneo a girone con cinque partecipanti                                                                                               | Torneo a girone con cinque partecipanti                                                                                             | [[File: Flag of the Soviet Union (1936 – 1955).svg\|class=noviewer\| Unione Sovietica (bandiera)\|border\|20x16px]] Michail Botvinnik | 14/20                                | Quintuplo girone all'italiana                                                           |
| 1951 Dettagli | [[File: Flag of the Soviet Union (1936 – 1955).svg\|class=noviewer\| Unione Sovietica (bandiera)\|border\|20x16px]] Mosca         | [[File: Flag of the Soviet Union (1936 – 1955).svg\|class=noviewer\| Unione Sovietica (bandiera)\|border\|20x16px]] Michail Botvinnik | [[File: Flag of the Soviet Union (1936 – 1955).svg\|class=noviewer\| Unione Sovietica (bandiera)\|border\|20x16px]] David Bronštejn | Parità Michail Botvinnik conservò il titolo                                                                                           | 5-14-5                               | Al meglio delle 24 partite, col pareggio il campione conserva il titolo                 |
| 1954 Dettagli | [[File: Flag of the Soviet Union (1936 – 1955).svg\|class=noviewer\| Unione Sovietica (bandiera)\|border\|20x16px]] Mosca         | [[File: Flag of the Soviet Union (1936 – 1955).svg\|class=noviewer\| Unione Sovietica (bandiera)\|border\|20x16px]] Michail Botvinnik | [[File: Flag of the Soviet Union (1936 – 1955).svg\|class=noviewer\| Unione Sovietica (bandiera)\|border\|20x16px]] Vasilij Smyslov | Parità Michail Botvinnik conservò il titolo                                                                                           | 7-10-7                               | Al meglio delle 24 partite, col pareggio il campione conserva il titolo                 |
| 1957 Dettagli | Mosca | Michail Botvinnik | Vasilij Smyslov | Vasilij Smyslov | 6-13-3                               | Al meglio delle 24 partite, col pareggio il campione conserva il titolo                 |
| 1958 Dettagli | Mosca | Vasilij Smyslov | Michail Botvinnik | Michail Botvinnik | 7-11-5                               | Al meglio delle 24 partite, col pareggio il campione conserva il titolo                 |
| 1960 Dettagli | Mosca | Michail Botvinnik | Michail Tal' | Michail Tal' | 6-13-2                               | Al meglio delle 24 partite, col pareggio il campione conserva il titolo                 |
| 1961 Dettagli | Mosca | Michail Tal' | Michail Botvinnik | Michail Botvinnik | 10-6-5                               | Al meglio delle 24 partite, col pareggio il campione conserva il titolo                 |
| 1963 Dettagli | Mosca | Michail Botvinnik | Tigran Petrosyan | Tigran Petrosyan | 5-15-2                               | Al meglio delle 24 partite, col pareggio il campione conserva il titolo                 |
| 1966 Dettagli | Mosca | Tigran Petrosyan | Boris Spasskij | Tigran Petrosyan | 4-17-3                               | Al meglio delle 24 partite, col pareggio il campione conserva il titolo                 |
| 1969 Dettagli | Mosca | Tigran Petrosyan | Boris Spasskij | Boris Spasskij | 6-13-4                               | Al meglio delle 24 partite, col pareggio il campione conserva il titolo                 |
| 1972 Dettagli | Reykjavík | Boris Spasskij | Robert James Fischer | Robert James Fischer | 7-11-3                               | Al meglio delle 24 partite, col pareggio il campione conserva il titolo                 |
| 1975 Dettagli | Manila | Robert James Fischer | Anatolij Karpov | Anatolij Karpov | Non disputato                        | Vince il primo a raggiungere 6 vittorie                                                 |
| 1978 Dettagli | Baguio | Anatolij Karpov | Viktor Korčnoj | Anatolij Karpov | 6-21-5                               | Vince il primo a raggiungere 6 vittorie                                                 |
| 1981 Dettagli | Merano | Anatolij Karpov | Viktor Korčnoj | Anatolij Karpov | 6-10-2                               | Vince il primo a raggiungere 6 vittorie                                                 |
| 1984 Dettagli | Mosca | Anatolij Karpov | Garri Kasparov | Interrotto | 5-40-3                               | Vince il primo a raggiungere 6 vittorie                                                 |
| 1985 Dettagli | Mosca | Anatolij Karpov | Garri Kasparov | Garri Kasparov | 5-16-3                               | Al meglio delle 24 partite, col pareggio il campione conserva il titolo                 |
| 1986 Dettagli | Londra e Leningrado | Garri Kasparov | Anatolij Karpov | Garri Kasparov | 5-15-4                               | Al meglio delle 24 partite, col pareggio il campione conserva il titolo                 |
| 1987 Dettagli | Siviglia | Garri Kasparov | Anatolij Karpov | Parità Garri Kasparov conservò il titolo                                                                                              | 4-16-4                               | Al meglio delle 24 partite, col pareggio il campione conserva il titolo                 |
| 1990 Dettagli | New York e Lione | Garri Kasparov | Anatolij Karpov | Garri Kasparov | 4-17-3                               | Al meglio delle 24 partite, col pareggio il campione conserva il titolo                 |

### Campionati FIDE
| Anno          | Luogo                              | Campione in carica | Sfidante | Vincitore           | Punteggio (Vittorie-Patte-Sconfitte) | Condizioni                                                              |
| ------------- | ---------------------------------- | --- | --- | ------------------- | ------------------------------------ | ----------------------------------------------------------------------- |
| 1993 Dettagli | Zwolle, Arnhem, Amsterdam Giacarta | Dopo l'abbandono di Kasparov e Short la FIDE disputò un match tra gli ultimi due giocatori eliminati da Short: Anatolij Karpov e Jan Timman | Dopo l'abbandono di Kasparov e Short la FIDE disputò un match tra gli ultimi due giocatori eliminati da Short: Anatolij Karpov e Jan Timman | Anatolij Karpov     | 6-13-2                               | Al meglio delle 24 partite, col pareggio il campione conserva il titolo |
| 1996 Dettagli | Ėlista                             | Anatolij Karpov | Gata Kamskij | Anatolij Karpov     | 6-9-3                                | Al meglio delle 20 partite, col pareggio il campione conserva il titolo |
| 1998 Dettagli | Groninga Losanna                   | Anatolij Karpov | Viswanathan Anand | Anatolij Karpov     | 2-2-2 2-0-0                          | Al meglio delle 6 partite più spareggi                                  |
| 1999 Dettagli | Las Vegas                          | Torneo ad eliminazione diretta i finalisti furono Aleksandr Chalifman e Vladimir Hakobyan                                                   | Torneo ad eliminazione diretta i finalisti furono Aleksandr Chalifman e Vladimir Hakobyan                                                   | Aleksandr Chalifman | 2-3-1                                | Finale al meglio delle 6 partite più spareggi                           |
| 2000 Dettagli | Nuova Delhi Teheran                | Torneo ad eliminazione diretta i finalisti furono Viswanathan Anand e Aleksej Širov                                                         | Torneo ad eliminazione diretta i finalisti furono Viswanathan Anand e Aleksej Širov                                                         | Viswanathan Anand   | 3-1-0                                | Finale al meglio delle 6 partite più spareggi                           |
| 2002 Dettagli | Mosca                              | Torneo ad eliminazione diretta i finalisti furono Ruslan Ponomarëv e Vasyl' Ivančuk                                                         | Torneo ad eliminazione diretta i finalisti furono Ruslan Ponomarëv e Vasyl' Ivančuk                                                         | Ruslan Ponomarëv    | 2-5-0                                | Finale al meglio delle 8 partite più spareggi                           |
| 2004 Dettagli | Tripoli                            | Torneo ad eliminazione diretta i finalisti furono Rustam Qosimjonov e Michael Adams                                                         | Torneo ad eliminazione diretta i finalisti furono Rustam Qosimjonov e Michael Adams                                                         | Rustam Qosimjonov   | 2-2-2 1-1-0                          | Finale al meglio delle 6 partite più spareggi                           |
| 2005 Dettagli | San Luis                           | Torneo a girone tra 8 partecipanti | Torneo a girone tra 8 partecipanti | Veselin Topalov     | 10/14                                | Doppio girone all'italiana con 8 giocatori                              |

### Campionati PCA
| Anno          | Luogo    | Campione in carica | Sfidante          | Vincitore                                  | Punteggio (Vittorie-Patte-Sconfitte) | Condizioni                                                              |
| ------------- | -------- | ------------------ | ----------------- | ------------------------------------------ | ------------------------------------ | ----------------------------------------------------------------------- |
| 1993 Dettagli | Londra   | Garri Kasparov     | Nigel Short       | Garri Kasparov                             | 6-13-1                               | Al meglio delle 24 partite, col pareggio il campione conserva il titolo |
| 1995 Dettagli | New York | Garri Kasparov     | Viswanathan Anand | Garri Kasparov                             | 4-13-1                               | Al meglio delle 20 partite, col pareggio il campione conserva il titolo |
| 2000 Dettagli | Londra   | Garri Kasparov     | Vladimir Kramnik  | Vladimir Kramnik                           | 2-13-0                               | Al meglio delle 16 partite, col pareggio il campione conserva il titolo |
| 2004 Dettagli | Brissago | Vladimir Kramnik   | Péter Lékó        | Parità Vladimir Kramnik conservò il titolo | 2-10-2                               | Al meglio delle 14 partite, col pareggio il campione conserva il titolo |

### Riunificazione del titolo mondiale
| Anno          | Luogo  | Campione FIDE   | Campione PCA     | Vincitore        | Punteggio (Vittorie-Patte-Sconfitte) | Condizioni                              |
| ------------- | ------ | --------------- | ---------------- | ---------------- | ------------------------------------ | --------------------------------------- |
| 2006 Dettagli | Ėlista | Veselin Topalov | Vladimir Kramnik | Vladimir Kramnik | 3-6-3 2-1-1                          | Al meglio delle 12 partite più spareggi |

### Campionati del mondo riunificati
| Anno          | Luogo             | Campione in carica                 | Sfidante                           | Vincitore         | Punteggio (Vittorie-Patte-Sconfitte) | Condizioni                                 |
| ------------- | ----------------- | ---------------------------------- | ---------------------------------- | ----------------- | ------------------------------------ | ------------------------------------------ |
| 2007 Dettagli | Città del Messico | Torneo a girone tra 8 partecipanti | Torneo a girone tra 8 partecipanti | Viswanathan Anand | 9/14                                 | Doppio girone all'italiana con 8 giocatori |
| 2008 Dettagli | Bonn              | Viswanathan Anand                  | Vladimir Kramnik                   | Viswanathan Anand | 3-7-1                                | Al meglio delle 12 partite più spareggi    |
| 2010 Dettagli | Sofia             | Viswanathan Anand                  | Veselin Topalov                    | Viswanathan Anand | 3-7-2                                | Al meglio delle 12 partite più spareggi    |
| 2012 Dettagli | Mosca             | Viswanathan Anand                  | Boris Gelfand                      | Viswanathan Anand | 1-10-1 1-3-0                         | Al meglio delle 12 partite più spareggi    |
| 2013 Dettagli | Chennai           | Viswanathan Anand                  | Magnus Carlsen                     | Magnus Carlsen    | 3-7-0                                | Al meglio delle 12 partite più spareggi    |
| 2014 Dettagli | Soči              | Magnus Carlsen                     | Viswanathan Anand                  | Magnus Carlsen    | 3-7-1                                | Al meglio delle 12 partite più spareggi    |
| 2016 Dettagli | New York          | Magnus Carlsen                     | Sergej Karjakin                    | Magnus Carlsen    | 1-10-1 2-2-0                         | Al meglio delle 12 partite più spareggi    |
| 2018 Dettagli | Londra            | Magnus Carlsen                     | Fabiano Caruana                    | Magnus Carlsen    | 0-12-0 3-0-0                         | Al meglio delle 12 partite più spareggi    |
| 2021 Dettagli | Dubai             | Magnus Carlsen                     | Jan Nepomnjaščij                   | Magnus Carlsen    | 4-7-0                                | Al meglio delle 14 partite più spareggi    |
| 2023 Dettagli | Astana            | Jan Nepomnjaščij                   | Ding Liren                         | Ding Liren        | 3-8-3 1-3-0                          | Al meglio delle 14 partite più spareggi    |
| 2024 Dettagli | Singapore         | Ding Liren                         | Gukesh                             | Gukesh            | 3-9-2                                | Al meglio delle 14 partite più spareggi    |

## Campionato femminile
Il campionato del mondo femminile si tiene dal 1927; finora vi sono state 21 edizioni e 17 campionesse:
| Giocatrice           | Periodo          | Nazione                      |
| -------------------- | ---------------- | ---------------------------- |
| Vera Menchik         | 1927 - 1944      | Cecoslovacchia / Regno Unito |
| Ljudmila Rudenko     | 1950 - 1953      | Unione Sovietica / Russia    |
| Elisaveta Bykova     | 1953 - 1956      | Unione Sovietica / Russia    |
| Ol'ga Rubcova        | 1956 - 1958      | Unione Sovietica / Russia    |
| Elisaveta Bykova     | 1958 - 1962      | Unione Sovietica / Russia    |
| Nona Gaprindashvili  | 1962 - 1978      | Unione Sovietica / Georgia   |
| Maia Chiburdanidze   | 1978 - 1991      | Unione Sovietica / Georgia   |
| Xie Jun              | 1991 - 1996      | Cina                         |
| Susan Polgár         | 1996 - 1999      | Ungheria / Stati Uniti       |
| Xie Jun              | 1999 - 2001      | Cina                         |
| Zhu Chen             | 2001 - 2004      | Cina                         |
| Antoaneta Stefanova  | 2004 - 2006      | Bulgaria                     |
| Xu Yuhua             | 2006 - 2008      | Cina                         |
| Aleksandra Kostenjuk | 2008 - 2010      | Russia                       |
| Hou Yifan            | 2010 - 2011      | Cina                         |
| Anna Ušenina         | 2012 - 2013      | Ucraina                      |
| Hou Yifan            | 2013 - 2015      | Cina                         |
| Marija Muzyčuk       | 2015 - 2016      | Ucraina                      |
| Hou Yifan            | 2016             | Cina                         |
| Tan Zhongyi          | 2017 - 2018      | Cina                         |
| Ju Wenjun            | 2018 - in carica | Cina                         |